# Brevipalpus combreti
Brevipalpus combreti är en spindeldjursart som beskrevs av De Leon 1961. Brevipalpus combreti ingår i släktet Brevipalpus och familjen Tenuipalpidae. Inga underarter finns listade.